# Benthamia elata
Benthamia elata är en orkidéart som beskrevs av Rudolf Schlechter. Benthamia elata ingår i släktet Benthamia och familjen orkidéer. Inga underarter finns listade i Catalogue of Life.